# Pradilla (Guadalajara)
Pradilla es una localidad española del municipio de Prados Redondos, perteneciente a la provincia de Guadalajara, en la comunidad autónoma de Castilla-La Mancha.

## Historia
A mediados del siglo XIX, el lugar, por entonces con ayuntamiento propio, tenía contabilizada una población de 76 habitantes. La localidad aparece descrita en el decimotercer volumen del Diccionario geográfico-estadístico-histórico de España y sus posesiones de Ultramar de Pascual Madoz de la siguiente manera:

PRADILLA: l. con ayunt. en la prov. de Guadalajara (22 leg.), part. jud. de Molina (1), aud. terr. de Madrid (32), c. g. de Castilla la Nueva, dióc. de Sigüenza (13). sit. en un barranco, a la falda de un cerro con esposicion al N.; su clima es frio: tiene 27 casas, la de ayunt. con cárcel; escuela de instruccion primaria; una igl. parr. (la Asuncion de Ntra. Sra. servida por un cura y un sacristan; fuera de la pobl. hay una fuente de esquisitas aguas, que provee al vecindario. térm.: confina con los de Anchuela del Pedregal, Torremochuela, Castilnuevo y Prados-redondos; dentro de el se encuentra una arboleda de chopos, la ermita de San Juan, el desp. de Gañabrique y el cas. de la Torre: el terreno que participa de quebrado y llano, es arenoso y flojo; comprende una pequeña vega regada por el r. Gallo y un monte muy destruido. caminos: los locales, de herradura y en mediano estado. correo: se recibe y despacha en la cab. del part. prod.: trigo puro comun, centeno, cebada, avena, patatas, legumbres y pastos con los que se mantiene ganado lanar, vacuno, mular y yeguar; hay caza de perdices, conejos y liebres, y pesca de truchas, anguilas y barbos. ind.: la agrícola y 2 molinos harineros. pobl.: 31 vec., 76 alm. cap. prod.: 800.000 rs. imp.: 40,000 contr.: 2,400.
(Madoz, 1849, p. 201)

En 2022, Pradilla, que por entonces formaba parte del municipio de Prados Redondos, tenía empadronados 12 habitantes.